# Varici esofagee
Le varici esofagee rappresentano una grave condizione patologica caratterizzata dalla formazione di varici a carico delle vene del plesso sotto-mucoso dell'esofago.
La patogenesi delle varici è direttamente legata a uno stato di ipertensione portale quale si riscontra frequentemente nella cirrosi epatica, di cui rappresentano una pericolosa complicazione.

## Generalità

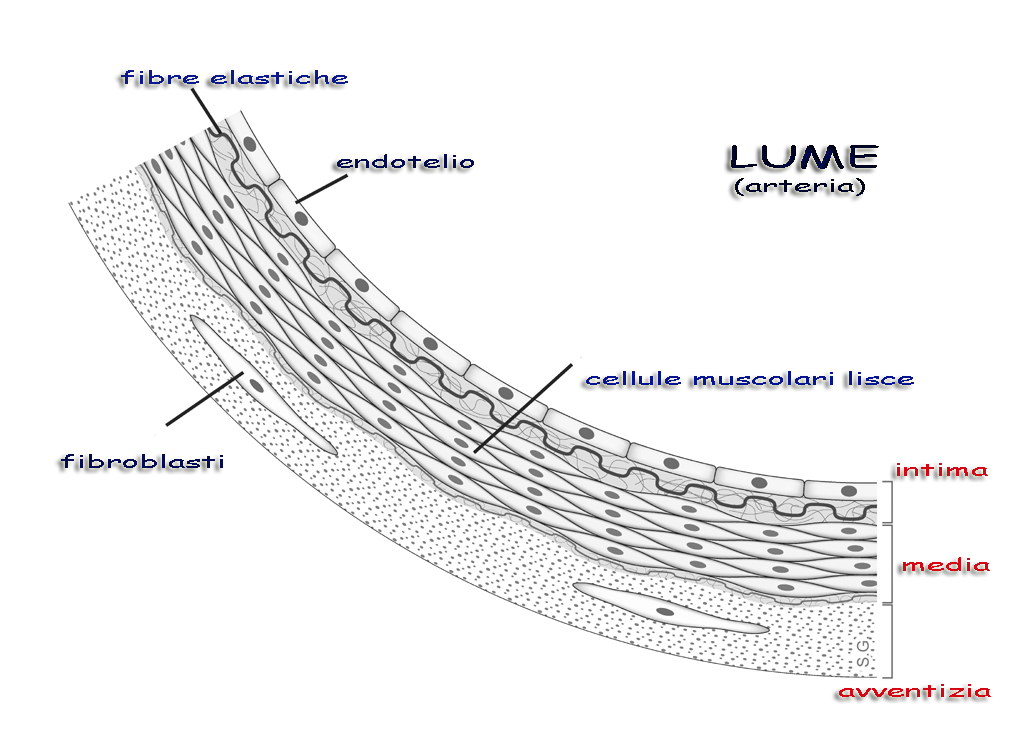
Struttura della parete di un'arteria

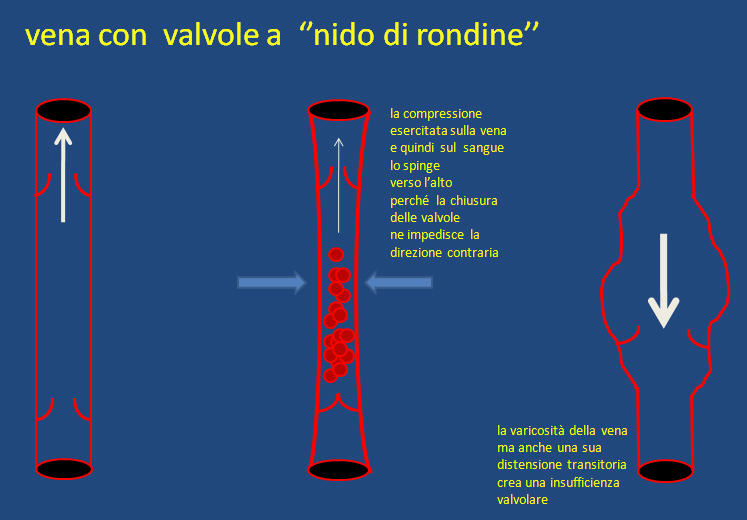
Fig.1 – Emodinamica venosa

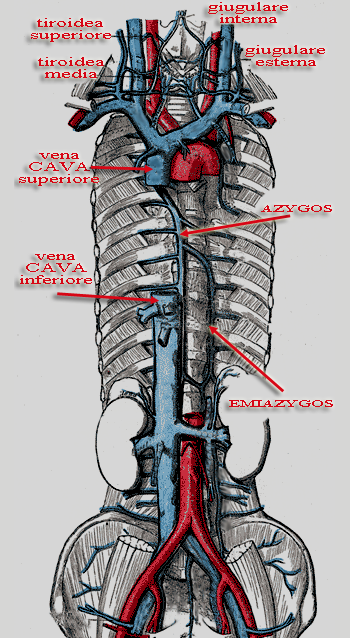
Sistema Azygos - Emiazygos

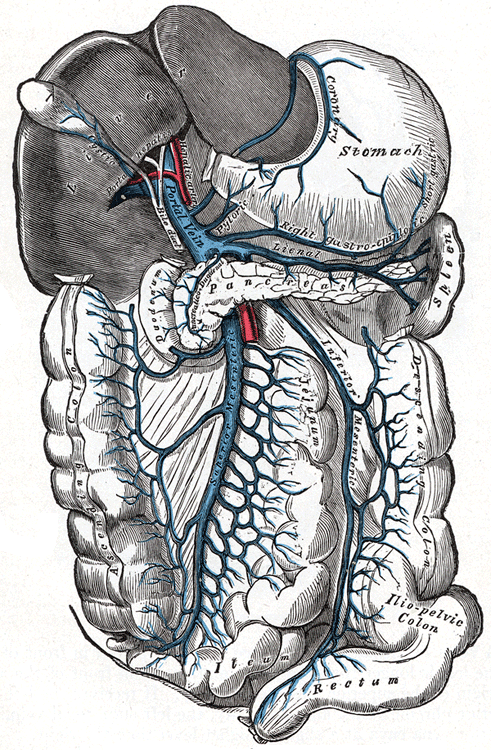
formazione della Vena Porta

### Varici
Per varice si intende un vaso venoso che per cedimento della parete si dilata e diventa tortuoso. Questa alterazione morfologica colpisce le vene per la loro particolare struttura e si riscontra con maggiore frequenza in quelle che hanno una determinata funzione e posizione. 
- Le arterie hanno un ruolo 'attivo' nella circolazione in quanto con la loro distensione e contrazione favoriscono la progressione del sangue, spinto dalla contrazione sistolica dal cuore, verso la periferia. La loro parete, costituita da tre strati o tonache, possiede una struttura robusta ed elastica in grado di sopportare la elevata pressione arteriosa interna al vaso:
  - intima
  - media: ad alto contenuto di tessuto connettivo elastico e di fibre muscolari lisce
  - avventizia.
- Le vene, o meglio il sistema venoso, deve essere considerato una sorta di contenitore in cui il sangue si raccoglie e scorre 'passivamente'. Questo ruolo diverso giustifica le differenze morfologiche della loro tonaca media, povera di fibre elastiche e di cellule muscolari lisce, rispetto a quella delle arterie, e spiega anche perché questo tipo di intelaiatura, più idonea alla emodinamica venosa, sia però predisposta a cedimenti strutturali con formazione di varici. La progressione del sangue venoso avviene per:
  - vis a tergo: spinta dovuta al residuo dell'energia cinetica propria della fase arteriosa
  - forza aspirante: esercitata, in particolare sui grossi vasi, dalla contrazione cardiaca ma anche dalla depressione addominale in fase di espirazione e da quella toracica in fase di inspirazione.
  - pompa venosa: legata all'azione dei muscoli degli arti inferiori che, contraendosi, esercitano una pressione sulle vene profonde. In questo modo il sangue viene spinto verso l'alto essendo impossibile il movimento contrario a causa delle valvole presenti all'interno del lume

### Sistema vascolare dell'Azygos e dell'Emiazygos
Il sangue venoso confluisce in due grossi collettori che sono la Vena cava superiore e la Vena cava inferiore che si versano direttamente nell'atrio destro del cuore. Questi grossi vasi drenano rispettivamente la parte superiore e quella inferiore del corpo e costituiscono due sistemi distinti tra loro. Un'importante eccezione è rappresentata dal sistema delle vene azygos ed emiazygos.
- La Vena azygos nasce a livello addominale facendo seguito alla Vena lombare ascendente di destra. Passata in torace scorre parallelamente alla destra dell'esofago prima di compiere un arco, scavalcare il bronco di destra, e versarsi nella cava superiore. L'azygos riceve il sangue da tutte le vene corrispondenti alle arterie che partono dall'aorta discendente. Pertanto drena i distretti inferiori del corpo nella vena cava superiore[1].
- La Vena emiazygos è l'analogo di sinistra dell'azygos. Segue alla Vena lombare ascendente di sinistra e nel torace, circa all'altezza della VII vertebra toracica[1] si piega ad uncino e si versa nella vena azygos.

### Sistema vascolare portale
Il sangue proveniente dall'apparato digerente ricco di sostanze nutritive viene convogliato interamente alla ghiandola epatica per essere utilizzato in vari processi metabolici. Giunge direttamente al fegato attraverso un grosso ramo venoso, la Vena porta che si forma dalla confluenza nella vena mesenterica superiore, della vena mesenterica inferiore e di tutte le vene provenienti dalla milza (vena lienale) e dallo stomaco. Il sangue del fegato si versa poi nelle vene sovraepatiche che dopo un breve tragitto giungono nella Vena cava inferiore

### Sistema venoso dell'esofago
L'esofago, organo che attraversa tre comparti: collo, torace e addome, è dotato di una ricca vascolarizzazione venosa che forma un plesso subito sotto lo strato mucoso. Per la sua lunghezza e dislocazione si trova ad essere tributario di entrambe le vene cave che di fatto mette in comunicazione. Questa comunicazione è virtuale in quanto ordinariamente il sangue proveniente dall'esofago segue percorsi diversi:
- porzione cervicale dell'esofago: nelle vene tiroidee inferiori e quindi nella vena cava superiore
- porzione toracica dell'esofago: nelle vene diaframmatiche, azygos ed emiazygos[2] e quindi nella vena cava superiore.
- plesso della porzione addominale dell'esofago: nella vena gastrica di sinistra, quindi nella vena porta e infine nella vena cava inferiore.

## Eziopatogenesi
Il sangue esercita sulle pareti della vena porta una pressione intorno ai 10–14 cm di H2O. Nel corso di alcune malattie questa pressione aumenta notevolmente fino a raggiungere valori superiori ai 20–25 cm di H2O. Si parla in questi casi di Ipertensione portale, una condizione che determina conseguenze emodinamiche e quindi patologiche importanti.
| pre-epatiche                                                               | intra-epatiche                       | post-epatiche                                                                        | altre                                       |
| -------------------------------------------------------------------------- | ------------------------------------ | ------------------------------------------------------------------------------------ | ------------------------------------------- |
| patologia a carico della porta: - tromboflebite - compressioni estrinseche | - schistosomiasi - cirrosi - epatite | Sindrome di Budd-Chiari (occlusione delle vene sovraepatiche o della cava inferiore) | - iperafflusso portale - neoplasie epatiche |

Nel caso della cirrosi epatica circa il 70-80% dei pazienti va incontro, nell'arco di 5 anni, a formazione di varici esofagee, con il seguente meccanismo patogenetico:
- La malattia inizialmente rallenta l'afflusso di sangue al fegato regolato dai gradienti pressori tra vena porta e vene sovraepatiche.
- Il progredire della malattia determina una destrutturazione del parenchima epatico che diventa duro e sclerotico così che si crea un vero e proprio ostacolo al deflusso del sangue portale. Ciò determina uno stato di ipertensione ingravescente.
- Il sangue trovando nel fegato cirrotico un impedimento al suo deflusso nella vena cava inferiore cerca una via di deflusso alternativo. Questa via è rappresentata dal sistema azygos-emiazygos e dal plesso sotto-mucoso esofageo che lo mette in comunicazione con la vena cava superiore.
- Di fatto il sangue portale, invertendo il senso normale del flusso, imbocca la vena gastrica sinistra e di qui risale nelle vene esofagee inferiori parte bassa del plesso esofageo. Questo plesso, come detto, nella sua parte medio – alta si scarica nelle vene esofagee medie e nelle vene esofagee superiori tributarie delle vene emiazygos ed azygos e infine della vena cava superiore.

Questa situazione emodinamica consente al sangue portale di scaricarsi ma l'aumento del flusso ematico, soprattutto nella parte inferiore del plesso, e l'aumento di pressione sulle delicate pareti delle vene esofagee determina quelle alterazioni che sono responsabili della formazione di varici.

## Sintomatologia e diagnosi

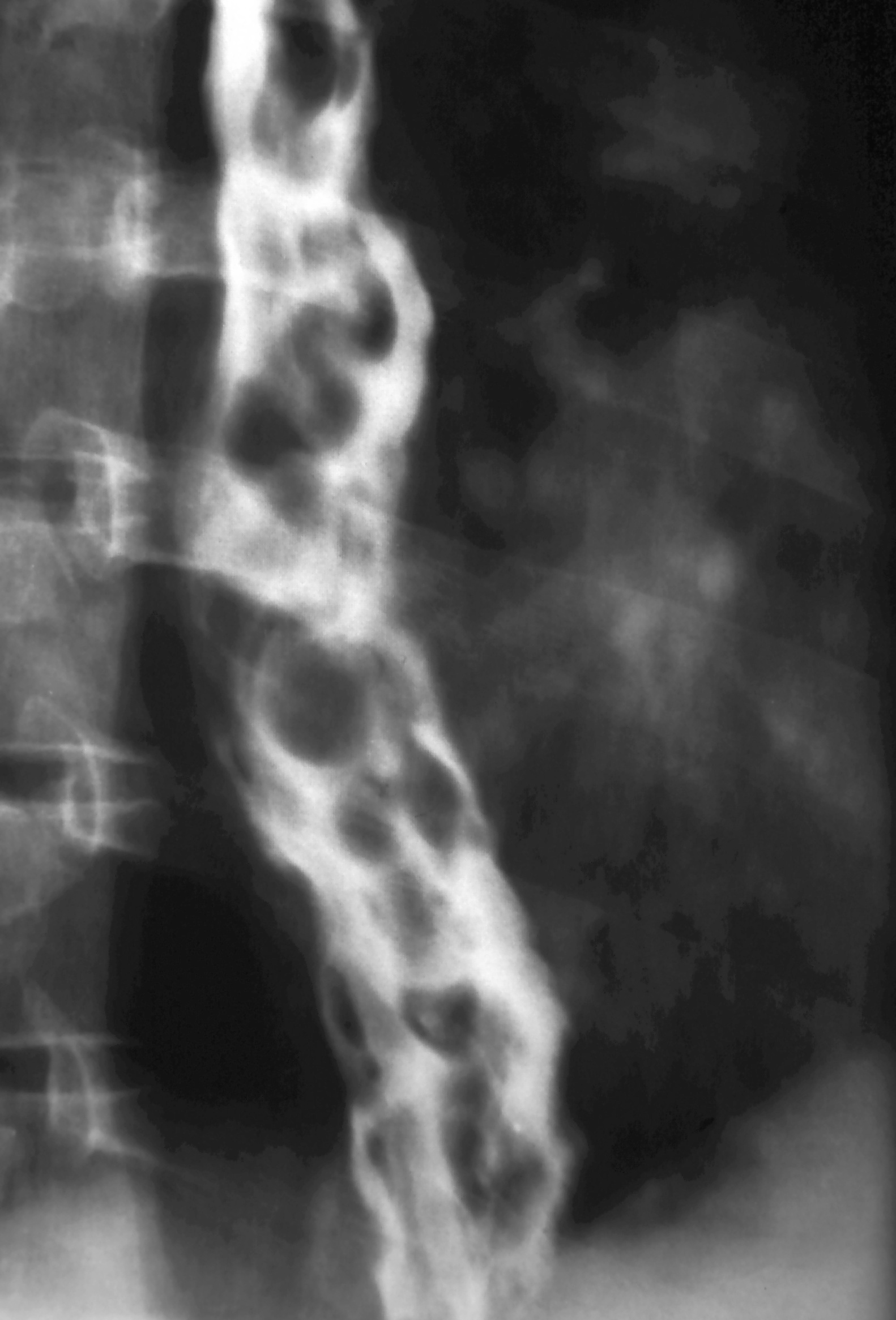
RX dell'esofago con contrasto baritato che mostra come immagini di minus le varici esofagee.

Le varici esofagee non avendo una sintomatologia particolarmente evidente si manifestano quando la loro rottura determina imponenti emorragie digestive.
In altri casi sono alcuni dati anamnestici o clinici di cirrosi che possono farne sospettare l'esistenza e indurre a quelle indagini strumentali che possano metterle in evidenza, valutarne l'entità, suggerire il percorso terapeutico più idoneo:
- esami radiografici con mezzo di contrasto
- esami endoscopici. Questi ultimi sono da preferire in quanto oltre che diagnostici consentono anche un approccio chirurgico alle varici.[4].

Dal punto di vista anatomo-patologico le varici vengono classificate secondo vari sistemi. Uno di questi, messo a punto nel 1980 dalla Società Giapponese per lo studio della Ipertensione portale e successivamente rivisitato con l'aggiunta di nuovi parametri, si basa su:
- dimensione rispetto al raggio del lume dell'esofago:
  - F1: varici di diametro inferiore a 1/3
  - F2: varici con diametro tra 1/3 e 2/3
  - F3: varici di diametro superiore ai 2/3
- colore
  - bianco o blu
- segni rossi
  - red wale markings: lividi rossi a colpo di frusta
  - cherry red spots: macchie color rosso ciliegia
  - arrossamento diffuso
  - cisti ematiche
- esofagite
  - presente o assente
- localizzazione
  - alta, media o bassa

## Evoluzione e prognosi
I pazienti cirrotici vanno incontro a formazione di varici esofagee con percentuali molto variabili a seconda della gravità della malattia epatica, dell'epoca di insorgenza della stessa (incremento di circa il 10% annuo), della presenza o meno di ascite. 
Circa un terzo dei pazienti cirrotici, nel 70-70% dei casi entro i primi due anni dal riscontro delle varici, va incontro a rottura delle varici con conseguenti emorragie drammatiche, che risultano mortali in oltre la metà dei casi. Dei restanti pazienti oltre l'80% ripete l'episodio emorragico, entro l'arco di un anno, con esiti fatali.

## Terapia

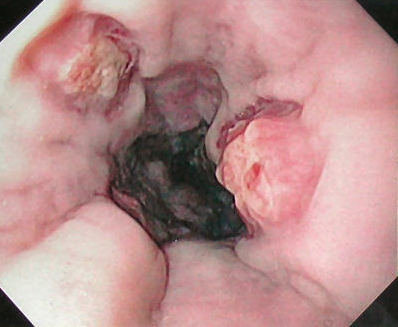
Varici esofagee
è possibile osservare l'esito di una legatura a distanza di una settimana

La terapia delle varici esofagee costituisce un argomento complesso oggetto di numerosi studi e di revisioni periodiche a testimonianza della difficoltà di trovare una soluzione condivisa. I risultati, non sempre soddisfacenti, sono legati alle varie fasi della malattia in cui si interviene e che possono essere così riassunte:
- Prevenzione della I emorragia
- Emorragia in atto
- Prevenzione della recidiva emorragica

Di seguito vengono ricordate alcune delle possibilità terapeutiche:
- Farmacologiche
  - Beta-bloccanti non selettivi - rappresentano il trattamento di scelta, per la loro azione di vasocostrittori, nella profilassi delle emorragie da varici medio-grandi[8]. Il Nadololo associato al bendaggio si è mostrato particolarmente efficace nel prevenire le recidive emorragiche.
  - Nitrati – L'Isosorbide mononitrato poco efficace da solo nel prevenire il primo evento emorragico[9] sembra più efficace se impiegato con i beta-bloccanti nel prevenire le recidive.
- Endoscopiche
  - bendaggio – anche la legatura elastica della varice (LEV, in inglese endoscopic variceal band ligation, EVBL) si è dimostrata valida nella profilassi della complicanza emorragica. Rappresenta una valida alternativa nel caso della impossibilità di praticare la terapia farmacologica con beta-bloccanti.[10] È da preferire alla scleroterapia in corso di sanguinamento delle varici.
  - scleroterapia. Procedura eseguita per via endoscopica in corso di emorragia ma anche a scopo profilattico. Si propone come alternativa al trattamento con beta-bloccanti e all'EVBL. Analoga a quella praticata con successo nella terapia delle varici degli arti inferiori, consiste nell'iniettare sostanze sclerotizzanti, direttamente nel lume o nella periferia della vena varicosa.
- altre
  - TIPS, Transjugular Intrahepatic Portosystemic Shunt - Metodica appartenente alla radiologia interventistica consiste nella introduzione attraverso la vena giugulare di una protesi metallica che crea uno shunt tra vena porta e una vena sovraepatica. Sembra più efficace della EVBL e della scleroterapia nella profilassi secondaria[11],[12]
  - sonda Sengstaken-Blakemore. Procedimento descritto nel 1950[13] e che consiste nella introduzione in esofago di una sonda a più vie dotata di un manicotto che viene gonfiato. La pressione esercitata sulle varici ne arresta meccanicamente il sanguinamento. Questo metodo, già segnalato nel 1930 da Westphal[14], risulta ancor oggi di primaria importanza nel caso in cui non fosse possibile realizzare prontamente un'endoscopia e nel caso di sanguinmento massivo. Comporta però alcune gravi complicazioni legate a malposizionamento del tubo o a pressione eccessiva sulla parete esofagea[15],[16], ragion per cui il tamponamento con la sonda non deve in ogni caso superare le 24-36 ore.
  - fotocoagulazione con laser
  - collanti tissutali – l'utilizzo dei cianoacrilati si è dimostrato molto efficace nel trattamento delle varici sanguinanti e con risultati migliori rispetto alla scleroterapia. Una serie di problemi legati alla difficoltà della procedura e all'insorgenza di complicanze anche gravi ne ha rallentato l'utilizzo.
  - shunt chirurgici – consistono in interventi chirurgici miranti a decomprimere la vena porta deviandone il flusso verso la vena cava o la vena renale.